# Карван (футбольний клуб)
Карван (азерб. Karvan İdman Klubu) — азербайджанський футбольний клуб з міста Євлах.

## Історія

### Футбол в Євлахі
Перший футбольний клуб в Євлаху, одному з найбільших міст Азербайджану, було засновано в 1990 році під назвою ФК «Автомобільчи». Команда виступала в Другій лізі СРСР та 2 сезони відіграла в Прем'єр-лізі Азербайджану. У сезоні 1993/94 років «Автомобілчі» вилетів з Прем'єр ліги й був розформований. Інша футбольна команда була заснована в Євлаху 10 років потому, у 2004 році.

### «Золоті роки»
«Карван» одразу ж допустили до участі в Прем'єр-лізі Азербайджану 2004/05. Команда добре сартувала, в сезоні 2004/05 років посіла 3-є місце, а в сезоні 2005/06 років — друге. Окрім цього, у сезоні 2005/06 року команда з Євлаху дійшла до фіналу національного кубку, в якому поступилася з рахунком 1:2 «Карабаху» (Агдам). У 2005 році «Карван» взяв участь у розіграші Кубку Інтертото, проте в першому раунді за сумою двох матчів поступився познанському «Леху». У сезоні 2006/07 років клуб виступав у Кубку УЄФА, де вибув вже в другому кваліфікаційному раунді.

### Фінансові проблеми та пониження в класі
Проблеми в «Карвана» розпочалися в найнеочікуваніший момент. Оскільки менеджмент клубу урізав фінансування команди, Юніс Гусейнов залишив посаду головного тренера, а після цього команду залишили провідні гравці. У сезоні 2007/08 років «Карван» фінішував на 11-у місці в національному чемпіонаті, а керівництво клубу було змушене вмовляти Гусейнова повернутися до команди. Проте дива не сталося й за підсумками сезону 2009/10 років клуб вилетів до Першого дивізіону азербайджанського чемпіонату. У 2012 році власники клубу оголосили, що «Карван» не буде виступати в Першому дивізіоні, а команда буде розформована.
Проте 21 серпня 2013 року було оголошено, що команда буде реорганізована й вона виступатиме в Першому дивізіоні Азербайджану. Втім, вже 18 вересня 2014 року через фінансові проблеми клуб було розформовано.

## Досягнення
- Прем'єр-ліга (Азербайджан)
  -  Срібний призер (1): 2005/06
  -  Бронзовий призер (1): 2004/05

- Кубок Азербайджану
  -  Фіналіст (1): 2005/06

- Перший дивізіон Азербайджану
  -  Бронзовий призер (1): 2011/12

## Статистика виступів

### У національних турнірах
| Сезон   | Див. | Мис. | Іг. | В  | Н | П  | ЗМ | ПМ | О  | Національний кубок |
| ------- | ---- | ---- | --- | -- | - | -- | -- | -- | -- | ------------------ |
| 2004–05 | 1-й  | 3    | 34  | 23 | 7 | 4  | 66 | 18 | 76 | 1/8 фіналу         |
| 2005–06 | 1-й  | 2    | 26  | 17 | 6 | 3  | 50 | 9  | 57 | Фіналіст           |
| 2006–07 | 1-й  | 7    | 24  | 10 | 5 | 9  | 36 | 30 | 35 | 1/4 фіналу         |
| 2007–08 | 1-й  | 11   | 26  | 6  | 5 | 15 | 23 | 36 | 23 | 1/8 фіналу         |
| 2008–09 | 1-й  | 9    | 26  | 10 | 4 | 12 | 28 | 33 | 34 | 1/8 фіналу         |
| 2009–10 | 1-й  | 12   | 22  | 2  | 5 | 15 | 17 | 36 | 11 | 1/8 Finals         |
| 2010–11 | 2-й  | 8    | 26  | 6  | 8 | 12 | 26 | 40 | 26 | Попередній раунд   |
| 2011–12 | 2-й  | 3    | 26  | 16 | 7 | 3  | 55 | 22 | 55 | Попередній раунд   |
| 2013–14 | 2-й  | 8    | 30  | 12 | 6 | 12 | 46 | 56 | 42 | N/A                |

### У єврокубках
Станом на грудень 2008.
| Сезон   | Змагання        | Раунд    | Країна     | Клуб               | Вдома | На виїзді | Загалом |
| ------- | --------------- | -------- | ---------- | ------------------ | ----- | --------- | ------- |
| 2005    | Кубок Інтертото | 1Р       | Польща     | «Лех» (Познань)    | 1–2   | 0–2       | 1–4     |
| 2006–07 | Кубок УЄФА      | 1 Кв. р. | Словаччина | «Спартак» (Трнава) | 1–0   | 1–0       | 2–0     |
| 2006–07 | Кубок УЄФА      | 2 Кв. р. | Чехія      | «Славія» (Прага)   | 0–2   | 0–0       | 0–2     |

## Стадіон
«Карван» має власний стадіон, «Євлах», який вміщує 5 000 глядачів.

## Відомі тренери
- Юніс Гусейнов (2004—2005)
- Фуат Яман (2005)
- Юніс Гусейнов (2005—2007)
- Табріз Гасанов (2007—2008)
- Юніс Гусейнов (2008—2010)
- Відаді Рзаєв (2010—2011)
- Закір Махмудов (2011—2012)
- Кенан Карімов (2013—2014)